# Любовь тела
«Любовь тела» — порнографический фильм 1978 года режиссёра Лассе Брауна. Наряду с его фильмом «Сенсации» — первым европейским порнофильмом вышедшем на рынок США, считается наиболее значимой работой режиссёра, классикой периода «Золотого века порно» середины 1970-х годов.
Саундтрек к фильму, выпущенный диском «Body Love» достиг 2-го места в чарте журнала «Billboard» и принёс известность музыканту Клаусу Шульце.
В главной роли — Катрин Ранже (англ. Catherine Ringer), через два года основавшая поп-рок-группу «Les Rita Mitsouko», ставшую популярной в 1980-х годах, в том числе и за рубежом, в частности, в 1988 году выступавшей в СССР в музыкальной паузе финала передачи «Что? Где? Когда?».

## Сюжет
Отец и мачеха Мартины — пара свингеров, которые устраивают большую вечеринку, чтобы отпраздновать её совершеннолетие, во время которой она потеряет девственность в роскошном стиле как звезда оргии.
Оригинальный текст (англ.)Martine’s father, the Baron, and stepmother (Gwenda Farnel) are a pair of swingers who arrange a big party to celebrate Martine’s (Catherine Ringer) coming of age during which she will lose her virginity in grand style as the star of an orgy.
— MUBI

## Роли и актёры
- Мартина — Катрин Ранже (в титрах: Lolita Da Nova)
- Гильда, подруга Мартины — Гилда Арансио (в титрах: Gilda Stark)
- Гленда, мачеха Мартины — Гвенда Фарнель (Gwenda Farnel)
- Барон фон Греневельд, отец Мартины — Jean-Gérard Sorlin
- служанка — Gemma Giménez
- репортёр — Жак Гато (Jack Gatteau)

## Съёмки
Фильм снят в замке Греневельд (Castle Groeneveld) в голландском муниципалитете Барн (по фильму барон носит фамилию фон Греневельд). Съемки продолжались около недели. Финансировался фильм немецкой компанией «Tabu & Love Film», бюджет фильма составил около 1 млн. дойчмарок.

## Саундтрек
В качестве саундтрека планировалась музыка из альбома Клауса Шульца «Moondawn», но при монтаже фильма режиссёр решил, что ритм не подходит. Представитель режиссёра связался с композитором и предложил написать оригинальную музыку. Клаус Шульц вначале хотел отказаться, но, посмотрев фильм, согласился.
Саундтрек был выпущен отдельной палстинкой «Body Love» и достиг второго места в чарте американского журнала «Billboard».
Из-за широкой популярности альбома оригинальный дизайн его обложки (с фотографией сцены оргии из фильма) был заменён на более нейтральное.

## Критика
Единственный из около десятка хардкорных фильмов Лассе Брауна заслуживает упоминания — это последний фильм «Любовь тела». … Хотя кроме профессиональной режиссуры фильм не добавляет ничего нового к продуктам жанра.
Оригинальный текст (фр.)Un seul hard-core (il y en a eu à peu près une dizaine) mérite d'être mentionné, il s’agit du dernier film de Lasse Braun (auteurs du célèbre PENETRATION): BODY LOVE … Film sur la frustration et ses fantasmes, BODY LOVE, n’apporte rien de nouveau aux produits du genre si ce n’est des qualités professionnelles certaines chez le réalisateur.
— французский журнал «Ecran», 1976 год
Со временем фильм стал относиться к классике порно:

Фильм заслуживает той же славы, что и его саундтрек, потому что сделан совершенно необычным порно мастером — режиссёром Лассе Брауном. У каждого, кто посмотрит фильм, он будет оставаться в памяти долго. Особая вещь в фильме — это жуткая нью-эйдж атмосфера, которую излучает фильм. Всё выглядит как-то нереально и восхитительно, и это впечатление, конечно, усиливается причудливой синти-музыкой Клауса Шульце, но это также и особенно странные образы, которые помещают зрителя в сластолюбиво-медитативный транс.
Оригинальный текст (нем.)Der Film verdient den gleichen Ruhm wie sein Soundtrack, denn wir haben es hier wieder einmal mit einem ganz und gar ungewöhnlichen Porno von Meisterregisseur Lasse Braun zu tun, der jedem, der ihn anschaut, lange im Gedächtnis bleiben wird. Das Spezielle an Body Love ist diese unheimliche New Age-Atmosphäre die der Film ausstrahlt. Alles wirkt irgendwie unwirklich und entrückt und dieser Eindruck wird natürlich verstärkt durch die abgefahrene Synthie-Mucke von Klaus Schulze, doch sind es auch und vor allem die seltsamen Bilder, die den Zuschauer in eine lustvoll-meditative Trance versetzen.